# Divisió Carlemany
33a Divisió de Voluntaris Granaders SS Charlemagne, coneguda com la Divisió Carlemany, va ser una divisió de les Waffen SS que es formà durant la Segona Guerra Mundial, formada per francesos voluntàriament allistats sota l'uniforme nazi que pretenien lluitar contra el bolxevisme.

## Historial
Heinrich Himmler desitjava integrar a tots els voluntaris estrangers a les Waffen SS (que ja disposaven d'un cert nombre de voluntaris francesos des del 23 de juliol de 1943). Reemplaçava, entre altres unitats, a la Legió de Voluntaris Francesos (LVF). Es va formar a Wildflecken a partir de juliol de 1944 sobre la base d'unitats desaparegudes reagrupades al voltant de la Sturmbrigade SS Frankreich: 
- 1.200 supervivents de la LVF,
- un miler de supervivents de la Sturmbrigade SS Frankreich (de la Waffen SS)
- 2.500 guàrdies francs de la Milícia,
- 1.500 voluntaris francesos de la Kriegsmarine,
- alguns centenars de voluntaris dels Schultzkommandos (SK) de l'Organització Todt
- alguns antics membres de la National-sozialistische-Kraftfahrkorps (NSKK).

És a dir, entre 7.000 o 8.000 homes en total, encara que dos terços d'ells no serien aptes per al combat. La unitat estava oficialment al comandament del coronel Edgar Puaud, encara que de fet estava supervisada pel general alemany Krukenberg. La Divisió fou pràcticament aniquilada a finals de febrer de 1945 entre Stettin i Danzig a Pomerània per l'Exèrcit Roig (aleshores tenia 7.000 efectius, dels quals en moriren 3.000), i després a Körlin el 5 de març de 1945.
L'últim batalló d'aquesta Divisió, conegut com a Batalló Charlemagne, va participar en les batalles per la defensa de Berlín (Batalla de Berlín) enfront de l'Exèrcit Roig enquadrat en la divisió Nordland. Entre els últims defensors del búnker d'Adolf Hitler figuren, paradoxalment, alguns voluntaris francesos, juntament amb col·laboracionistes de diversos altres països d'Europa.

## Els francesos de la Waffen SS o de la Divisió Charlemagne
- Edgar Puaud - (Oberführer)
- Jean Mayol de Lupe
- Jean de Vaugelas (Sturmbannführer)
- Henri Fenet (Hauptsturmführer)
- Jean Bassompierre (Hauptsturmführer)
- Victor de Bourmont (Hauptsturmführer)
- Christian de la Mazière (Rottenführer)
- Pierre Bousquet (Rottenführer)
- Yves Jeanne
- François Barazer de Lannurien (granader)
- Jacques Corrèze
- Jean-Pierre Lefèvre